# Cetrelia orientalis
Cetrelia orientalis är en lavart som beskrevs av Randlane & Saag. Cetrelia orientalis ingår i släktet Cetrelia och familjen Parmeliaceae.   Inga underarter finns listade i Catalogue of Life.